# Amerikansk kaki
Amerikansk kaki (Diospyros virginiana) eller amerikansk daddelblomme er et middelstort, løvfældende træ. Det kan forveksles med Almindelig Kaki. Frugten har et højt indhold af C-vitamin.

## Beskrivelse
Stammen deler sig i lav højde, og grenene er opstigende. Barken er først grønlig og glat. Senere bliver den rødligt mørkegrå, og til sidst er den grå og opsprækkende i små firkanter. Knopperne sidder spredt, og de er små, kegleformede og lysegrønne. Bladene er glinsende, ovale og helrandede med bølget rand. Blomstringen sker i juli, hvor blomsterne hænger samlet op til 3 sammen fra bladhjørnerne. De er krukkeformede og flødehvide med lyserød kant. Hunlige træer bærer de 2-6 cm store, runde og gule til mørkerøde frugter.
Blomsterne bestøves af både insekter og vind.
Højde x bredde og årlig tilvækst: I hjemlandet 20 x 8 m (50 x 10 cm/år). I Danmark væsentligt mindre.

## Hjemsted
Arten findes vildtvoksende fra New England til Florida og fra atlanterhavskysten til Texas. Arten har været i dyrkning for frugter og ved siden 1629. Træet vokser i sumpskove sammen med bl.a. sumpcypres, knapbusk, konvalbusk, Leucothoë axiliaris, rødløn, virginsk ambratræ og ægte vokspors.

## Anvendelse
Frugten har et højt indhold af C-vitamin. Den kan spises rå, tilberedt eller tørret. I USA laves der en slags te af bladene, og de ristede kerner bruges som kaffeerstatning.
Veddet kaldes "hvid ibenholt" eller "persimmon" og har været brugt til bl.a. hoveder på golfkøller.

## Sorter
- 'Even Golden' (meget frugtrig)
- 'John Rick' (frugtrig)
- 'Woolbright' (frugtrig)
- 'Miller' (frugtrig)
- 'Ennis', som er kernefri

| Portal | Portal:Botanik |